# Paracles chionorrhaea
Paracles chionorrhaea är en fjärilsart som beskrevs av Achille Guenée. Paracles chionorrhaea ingår i släktet Paracles och familjen björnspinnare. Inga underarter finns listade i Catalogue of Life.